# Adrián Vallés (athlétisme)
Adrián Vallés Iñarrea, né le 16 mars 1995 à Pampelune, est un athlète espagnol, spécialiste du saut à la perche.

## Carrière
Il porte son record personnel à 5,65 m à Storrs le 16 mai 2015.
Le 28 juin 2017, il le porte à 5,70 m à Landau.
Le 6 août 2017, Vallés ne passe pas les qualifications des championnats du monde de Londres, malgré un saut à 5,60 m.

## Records
| Épreuve          | Épreuve   | Marque | Lieu       | Date            |
| ---------------- | --------- | ------ | ---------- | --------------- |
| Saut à la perche | Plein air | 5,70 m | Landau     | 28 juin 2017    |
| Saut à la perche | En salle  | 5,61 m | Notre-Dame | 20 janvier 2018 |